# سونگینو خایرخان
سونگینو خایرخان (به لاتین: Songino Khairkhan) یک منطقهٔ مسکونی در مغولستان است که در اولان‌باتور واقع شده‌است.